# Lý Hiện (diễn viên)
Lý Hiện (tiếng Trung: 李现; bính âm: Lǐ xiàn, sinh ngày 19 tháng 10 năm 1991) là một nam diễn viên Trung Quốc, tốt nghiệp hệ biểu diễn Học viện Điện ảnh Bắc Kinh khóa 2010.
Năm 2019, Lý Hiện được biết đến rộng rãi với vai Hàn Thương Ngôn (GUN Thần) trong bộ phim "Thân Ái, Nhiệt Ái" (Cá Mực Hầm Mật).

## Tiểu sử[1]
Lý Hiện (李现) sinh ngày 19 tháng 10 năm 1991 tại Kinh Châu, Hồ Bắc, Trung Quốc. Trước năm 17 tuổi, tên là "Lý Hiện" - "李晛", có nghĩa là nhìn thấy mặt trời. Bố mẹ nói với anh, một tuần trước khi anh được sinh ra, Hồ Bắc mưa to kéo dài, nhưng ngày anh ra đời, bỗng nhiên bầu trời trời trở nên quang đãng. Đến năm báo danh thi đại học, phát hiện chữ này khó được tiếp nhận, anh liền đổi thành "Lý Hiện" - "李现". (Hiện trong hiện tại). Đây là giải thích cho việc rất nhiều lần fan nói với anh là "Ở đây trời đang mưa, nhưng anh vừa đến thì mưa liền tạnh".
Năm 2010, Lý Hiện thi đại học xếp thứ 14 thành tích giỏi toàn quốc (của cả kỳ thi), đứng số 1 của Kinh Châu, được tuyển vào hệ Biểu diễn của Học viện Điện ảnh Bắc Kinh, trở thành sinh viên đầu tiên của Kinh Châu trúng tuyển vào hệ biểu diễn chuyên nghiệp của Bắc Ảnh.

## Sự nghiệp
Lý Hiện được xem là diễn viên thực lực của màn ảnh Hoa ngữ. Anh tốt nghiệp Học viện Điện ảnh Bắc Kinh khoá 2010 và chính thức gia nhập làng giải trí năm 2011 với tác phẩm đầu tay "Vạn tiễn xuyên tâm" của đạo diễn Vương Cạnh. Anh từng nhận được một đề cử trong Liên hoan phim điện ảnh Bắc Kinh lần thứ 3 nhờ bộ phim này.
Lý Hiện từng được trang Douban (trang mạng đánh giá phim ảnh và sách báo hàng đầu Trung Quốc) bình chọn vị trí thứ 8 trong Top 20 diễn viên Hoa ngữ xuất sắc nhất trong 3 năm từ 2015-2017. Lý Hiện cũng được trang Sina xếp vào danh sách những diễn viên nam trẻ nổi bật trong năm 2017.

## Trang Bìa Tạp chí
1. 《嘉人美妆》(Marie Claire Beauty) Tháng 9/2017
2. 《 悦食Epicure 》 Tháng 9/2017
3. 《ELLEMEN.HK》Tháng 11/2017
4. 《时尚先生Esquire》 Tháng 11/2017
5. 《NYLON》（尼龙）Tháng 11/2017
6. 《YOHO潮流志 》 Tháng 12/2018
7. 《SUPERELLE》Tháng 08/2019 (Bìa đôi)
8. 《L’OFFICIEL》 Tháng 08/2019 (Bìa điện tử)
9. 《ELLEMEN新青年》 Tháng 08/2019 (Bìa điện tử)
10. 《HARPER'S BAZAAR》 Tháng 08/2019 (Bìa điện tử)

## Giải thưởng
1. 2017 tại Netease Awards: Nam diễn viên nhân khí của năm (Đây là giải thưởng dành cho Web Drama)
2. 2019 tại Trí Tộc GQ Men Of The Year: Nam diễn viên nhân khí của năm (Popular actor of the year)
3. Sự kiện Đêm gào thét của IQIYI [06.12.2019]: Nam thần của đêm gào thét và Phim do weibo bình chọn (Đoàn phim Thân ái nhiệt ái).
4. Sự kiện MAHB của Esquire [18.12.2019]: Diễn viên được mong đợi nhất năm.
5. Sự kiện Tinh quang đại thưởng Tencent [28.12.2019]: Nghệ sĩ chất lượng của năm.
6. Lễ trao giải Toutiao [08.01.2020]: Minh tinh có giá trị thương hiệu của năm.
7. Đêm hội Weibo [11.01.2020]: Nhân vật hot của năm và Diễn viên đột phá của năm.
8. Dung Bình Thịnh Điển năm 2019 [12.01.2020]: Top 10 diễn viên có sức ảnh hưởng do Nhân dân nhật báo tổ chức. (Lý Hiện đạt top 2)